# Concursul cofetarilor
Concursul cofetarilor (engleză : Ultimate Cake Off) este un show de televiziune difuzat pe TLC (The Learning Channel). În fiecare emisiune 3 echipe se confruntă pentru se dovedi mai iscusiți și a castiga $10,000.

## Formatul emisiunii
Fiecare echipă are la dispoziție nouă ore să facă cel mai bun, mai interesant și mai bine elaborat tort. În fiecare episod, creațiile sunt deosebite, in funcție de înălțime, culori, mecanisme folosite, arome, de fiecare dată tortul creat reușește sa impresioneze publicul.
Pe parcursul acestor nouă ore există două probe, câștigătorul având ocazia să aleagă o echipă care va trebui să stea treizeci de minute fără să lucreze la tort. Aceste probe sunt: cea de degustare, unde se hotărăște care tort este mai gustos și proba de aptitudini, unde cofetarii au la dispoziție câteva minute în care să creeze pe un tort, aplicat doar cu fondant, diferite elemente vizuale cum ar fi valuri, flacari, pentru a arăta cât mai deosebit.
După ce aceste nouă ore au trecut, concurenții se deplasează spre locul de jurizare. La trecerea dintr-o cameră în alta există o rampă care dă emoții mari concurenților deoarece tortul se poate deteriora.